# Michele Scavo
Michele Scavo (Palermo, 7 febbraio 1705 – Palermo, 1º dicembre 1771) è stato un vescovo cattolico italiano.

## Biografia
Nacque da una famiglia modesta di Palermo, figlio di un conciapelli. Incline agli studi religiosi conseguì giovanissimo il magistero in filosofia ed il dottorato in Sacra Teologia presso i Padri Gesuiti. Fu ordinato prete nel 1722 e nel 1766 il re Ferdinando III lo propose come vescovo di Mazara, proposta avallata dal Pontefice. Come vescovo si occupò molto del seminario vescovile, fornì una dote alle giovani orfane e fece erigere una statua di San Vito nella piazza della città. Si trovò anche a dover fronteggiare le nuove correnti filosofiche illuministe che vedevano nella chiesa una istituzione oscurantista. Per meglio riflettere sulla questione si ritirò a Palermo, dove però morì improvvisamente nel 1771.

## Stemma
Tre rose in terreno al naturale sormontate da sole splendente.

## Genealogia episcopale
La genealogia episcopale è:
- Cardinale Scipione Rebiba
- Cardinale Giulio Antonio Santori
- Cardinale Girolamo Bernerio, O.P.
- Arcivescovo Galeazzo Sanvitale
- Cardinale Ludovico Ludovisi
- Cardinale Luigi Caetani
- Cardinale Ulderico Carpegna
- Cardinale Paluzzo Paluzzi Altieri degli Albertoni
- Cardinale Gaspare Carpegna
- Cardinale Fabrizio Paolucci
- Cardinale Giorgio Spinola
- Cardinale Thomas Philip Wallrad d'Alsace-Boussut de Chimay
- Cardinale Giuseppe Spinelli
- Arcivescovo Serafino Filangieri, O.S.B.
- Vescovo Michele Scavo